# Kwas 8-amino-7-ketopelargonowy
Kwas 8-amino-7-ketopelargonowy – organiczny związek chemiczny z grupy aminokwasów, pochodna kwasu pelargonowego. W postaci zjonizowanej jest związkiem pośrednim w biosyntezie biotyny u roślin i drożdży. Powstaje z 6-karboksyheksonoilo-koenzymu A i L-alaniny z wydzieleniem dwutlenku węgla. Reakcja ta jest katalizowana przez enzym syntazę 8-amino-7-ketopelargonianu.